# 龍山ドリームタワー
龍山ドリームタワー（Dream Tower、ドリームタワー）は韓国 ソウル特別市 龍山区 に建築予定であった多目的ビル。2007年当初の計画では、2011年に着工、2016年に完工の予定であった。
2008年の金融危機の影響で事業は漂流。2011年9月26日の施工者選定時に、100階(485m)と、高さ階数を減らした。2011年11月28日には事業者KORAILの2016年創立111周年に合わせることとし、111階建て(620m 名称Triple one)に変更。
2013年3月13日、債務不履行により建設計画は中止された。

## 設計
フリーダム・タワーの設計を行ったダニエル・リベスキンドが設計を担当。施工主は三星物産となっていた。予想される総事業費は28兆ウォン以上であった。
2007年時の計画では、高さは665m、地上150階建て。
2011年9月26日時の計画では、高さは485m、地上100階建て。
2011年11月28日時の計画では、高さは620m、地上111階建て。設計者はリベスキンドからレンゾ・ピアノになった。
漢江に面し、龍山駅の近くに建てられる予定で、2010年から再開発及び区画整理事業計画開始、2011年に起工式を予定していた。

## 龍山ドリームハブ
敷地は、もとは龍山駅に隣接して車両工場・車両基地などが広がっていた場所で、KORAILが経営改善のために不動産開発を模索し、2006年に「龍山国際業務地区開発事業」を開始していた。
2007年、ソウル市長呉世勲が、漢江をソウルの顔として整備し観光地化することを狙った「漢江ルネサンスプロジェクト」を立ち上げ、漢江に近い龍山国際業務地区開発事業がその一部に含まれることになった。ソウル市は、再開発地区を市街地に囲まれた車両基地跡から漢江に面した地域にまで広げるため、車両基地跡と漢江の間にある住宅街の西部二村洞も龍山国際業務地区に含めることにして「龍山ドリームハブ」開発計画を巨大化させた。しかしその結果、KORAILは西部二村洞の住民立ち退き補償も出資するはめになり、開発反対運動を起こす住民との交渉で着工は遅れ、その分金融負担が膨らんだ。特に、一部の立ち退き反対派住民による立て籠もりは警察の強制鎮圧にまで発展し、それによって双方に死者、負傷者を出す事態になった。そこへ2008年の世界金融危機が追い打ちをかけた。
龍山ドリームハブのために、リベスキンドのほかMVRDVなど世界の有名建築家が招かれて龍山ドリームタワーの周りに立ち並ぶ数多くの超高層ビルの設計を任され、2011年から2012年にかけてその設計案が大々的に発表されてソウルの新都心を世界にアピールした。だが結局、龍山再開発を主導していた三星物産などの民間企業も次々と手を引き、2013年3月13日に龍山国際業務地区開発事業の資産管理委託会社である「龍山駅勢圏開発」が利子52億ウォンを払えず債務不履行となり、龍山ドリームハブは頓挫した。